# Cogealac (localidad)
Cogealac es una localidad rumana de la comuna homónima, en el condado de Constanța.

## Toponimia
El nombre del lugar puede encontrarse escrito con las grafías Cogelac y Cogealac.

## Historia
Hacia finales del siglo XIX la localidad, que por entonces pertenecía al distrito de Tulcea, era la capital de la comuna de Cogelac y tenía contabilizada una población de 771 habitantes, entre los cuales había rumanos, alemanes, tártaros, judíos y armenios.
En la segunda mitad del siglo XX la localidad había pasado a formar parte del condado de Constanța. En el censo de 2021 la localidad tenía una población de 2927 habitantes.